# Bernard Munyagishari
Bernard Munyagishari, né en 1959 à Rubavu au Rwanda, est un ancien cadre du Mouvement révolutionnaire national pour le développement (MRND) et dirigeant local des Interahamwe pendant le génocide des Tutsi du Rwanda en 1994.
Accusé d’avoir organisé des violences et des massacres, il est inculpé en 2005, arrêté en 2011, puis condamné à la perpétuité pour crimes de génocide et crimes contre l’humanité en 2017 par le Tribunal pénal international pour le Rwanda (TPIR). En 2020, il plaide coupable devant la justice rwandaise, reconnaissant son rôle dans la planification du génocide, mais sa peine est confirmée en appel en 2021.

## Biographie
Bernard Munyagishari est né en 1959 dans la commune de Rubavu, préfecture de Gisenyi, au Rwanda. Il a commencé sa carrière comme professeur des écoles.
En 1992, on lui propose un poste dans la ville de Gisenyi auprès de la Sonarwa, une compagnie d'assurance, en raison de sa participation active à l'organisation locale du Mouvement révolutionnaire national pour le développement (MRND). De 1992 à 1994, il a été secrétaire général du MRND pour la ville de Gisenyi et président des Interahamwe pour cette même ville.

### Inculpation et arrestation
Selon l'acte d'accusation de 2005 contre lui, en tant que commandant des Interahamwe, il a créé une unité spéciale pour le viol et le meurtre de femmes tutsies ainsi que le massacre du Front patriotique rwandais (FPR) dirigé par Paul Kagame. Le 8 septembre 2005, Bernard Munyagishari est inculpé par le Tribunal pénal international pour le Rwanda (TPIR). Il est arrêté le 26 mai 2011 dans l'est de la république démocratique du Congo(RDC), à l'âge de 52 ans.

### Procès devant le TPIR
Bernard Munyagishari est transféré devant le Tribunal pénal international pour le Rwanda (TPIR) le 24 juillet 2013, au terme d’une longue procédure contestant son transfert. Son procès, marqué par plusieurs obstacles procéduraux, connaît des retards successifs. Lors des audiences, il déclare ne se considérer ni comme Hutu ni comme Tutsi, mais comme citoyen de la RDC. Il affirme également, en tant que ressortissant Congolais, ne pas maîtriser le kinyarwanda, langue rwandaise. Cependant, le tribunal rejette cet argument en s’appuyant sur son parcours professionnel et une affaire judiciaire de 1982, au cours de laquelle Munyagishari s’était exprimé en kinyarwanda pour assurer sa propre défense. Ces éléments sont jugés suffisants pour établir sa connaissance de la langue,. En raison des requêtes répétées de la défense, le premier témoin cité par l’accusation ne comparaît qu’en mai 2016.
Les faits reprochés à Bernard Munyagishari remontent à 1994 et se sont déroulés dans plusieurs lieux de la préfecture de Gisenyi (nord-ouest du Rwanda), notamment à l’Institut Saint-Fidèle, à l’évêché catholique de Nyundo et dans un secteur connu pendant le génocide sous le nom de « Commune rouge ». Selon l’accusation, il est impliqué dans la préparation du génocide, la distribution d’armes aux miliciens, des attaques directes contre des Tutsis, l’interception de victimes à des barrages routiers suivies de leur remise à des tueurs, ainsi que dans des viols. Le procureur l’accuse également d’avoir tué de ses mains plusieurs Tutsis. 
Lors de ses réquisitions, le 21 février 2017, le procureur demande aux juges de déclarer Munyagishari coupable de l’ensemble des chefs d’accusation et de le condamner à la peine maximale, soulignant l’extrême cruauté des crimes commis et l’absence totale de remords ou de coopération de l’accusé, qui finit par boycotter le procès. Le même jour, le procureur requiert la prison à perpétuité, tandis que la défense plaide pour un acquittement,.
Le 20 avril 2017, les juges du TPIR rendent leur verdict : Bernard Munyagishari est reconnu de crimes de génocide et meurtres constitutifs de crimes contre l’humanité et condamné à la réclusion à perpétuité,,. Il conteste immédiatement cette décision en interjetant appel,,.

### Appel et plaidoyer de culpabilité
Le 12 novembre 2020, lors de son audience devant la Cour d’appel de Kigali, Bernard Munyagishari, annonce plaider coupable pour son rôle dans le génocide des Tutsi au Rwanda. Il reconnait ainsi sa responsabilité dans les chefs d’accusation retenus contre lui, qui incluent le recrutement, la formation et l’armement des miliciens Interahamwe, ainsi que la supervision de barrages routiers et d’attaques ayant conduits à des meurtres. Pour étayer sa confession, Munyagishari rédige un récit de plus de cinquante pages, dans lequel il décrit son implication dans la planification et l’exécution du génocide. Il renonce à la plupart de ses moyen d’appel, à l’exception de celui concernant sa nationalité rwandaise, qu’il continue de contester. Son avocat, confirme que cette décision, résulte de négociations discrètes  menées avec le parquet. Un document officiel, daté du 9 novembre 2020, et intitulé Conclusions conjointes de Bernard Munyagishari et de l’Organe national de poursuites judiciaires, acte sa confession et sa demande de pardon. 
Le procureur rwandais invite la cour à prendre en compte ces aveux, précisant que la peine initiale peut-être réduite à vingt-cinq ans d’emprisonnement. De son coté la défense sollicite une peine de quinze ans, soulignant que Munyagishari a agi de sa propre initiative et dans un contexte carcéral hostile aux aveux. 
Dans ses déclarations, Bernard Munyagishari affirme avoir subi des pressions de la part d’autres détenus, anciens responsables du régime génocidaire, pour ne pas collaborer avec la justice. Il évoque notamment des intimidations exercées par des figures telles que Édouard Karemera, Matthieu Ngirumpatse et le colonel Anatole Nsengiyumva (de) alors qu'il était détenu par le Tribunal pénal international pour le Rwanda (TPIR). Ces derniers l’auraient exhorté à ne pas « trahir », en citant l’exemple de Jean Kambanda, qui a été condamné à la prison à perpétuité malgré un accord de plaidoyer de culpabilité. Au Rwanda, ses codétenus, dont le pasteur Jean Uwinkindi et Léon Mugesera, auraient également organisé des réunions pour le décourager de faire des aveux. Son transfert en 2019 vers la prison de Nyarugenge (en), loin de l’aile des « V.I.P » de la prison de Mpanga où étaient incarcérés d’anciens dignitaires, aurait facilité sa décision. 
Cependant, le 7 mai 2021, la cour d'appel rejette son appel et confirme sa peine de réclusion à perpétuité prononcée à son encontre en 2017,.